# Alberdingk
Alberdingk (ook: Alberdingk Thijm) is een Nederlandse, van oorsprong Duitse familie die fabrikanten en kunstenaars voortbracht.

## Geschiedenis
De bewezen stamreeks begint met Christoffel Johannszn. Alberding die omstreeks 1595 werd geboren en voor 1649 overleed. Zijn achterkleinzoon Jonas Alberding (1683-<1738) ging over tot de Rooms-Katholieke godsdienst. Een zoon van de laatste, Johannes Heinrich Alberding (1719-1781) vestigde zich, kuiper zijnde, in Amsterdam in 1851. Een kleinzoon van Johannes Heinrich, Joannes Franciscus Alberdingk Thijm (1788-1858), trouwde in tweede echt in 1819 met Catharina Thijm (1793-1864); hij verkreeg in 1834 bij Koninklijk Besluit naamstoevoeging tot Alberdingk Thijm en werd zo de stamvader van die tak van de familie Alberdingk.
De familie werd in 1916 opgenomen in het genealogische naslagwerk Nederland's Patriciaat; heropname volgde in 1964.

## Enkele telgen
Fredericus Alberdingk (1756-1839), kuiper en overman Kuipersgilde
- Joannes Franciscus Alberdingk Thijm (1788-1858), oprichter en lid van de firma F. Alberdingk & Zonen, oliefabrikanten te Amsterdam; trouwde in 1819 met Catharina Thijm (1793-1864); hij verkreeg in 1834 bij Koninklijk Besluit naamstoevoeging tot Alberdingk Thijm en werd zo de stamvader van die tak van de familie Alberdingk
  - Theodorus Joannes Alberdingk Thijm (1813-1881), lid van de firma F. Alberdingk & Zonen, oliefabrikanten te Amsterdam
    - Louise Dorothea Maria Alberdingk Thijm (1848-1925); trouwde in 1872 Frans Marie Hubert Stoltzenberg (1838-1908), beeldhouwer
    - Eduardus Maria Alberdingk Thijm (1850-1911), lid van de firma F. Alberdingk & Zonen, oliefabrikanten te Amsterdam; trouwde in 1876 met Catharina Felicia Rosalia Cuypers (1852-1936), dochter van dr. Petrus Josephus Hubertus Cuypers (1827-1921), architect

  - prof. dr. Josephus Albertus Alberdingk Thijm (1820-1889), lid van de firma C. L. van Langenhuysen, boekhandelaren en uitgevers te Amsterdam, hoogleraar Rijksacademie voor Beeldende Kunsten, letterkundige
    - Catharina Louisa Maria Alberdingk Thijm (1848-1908), letterkundige
    - dr. Karel Joan Lodewijk Alberdingk Thijm (1864-1952), letterkundige, bekend onder de naam Lodewijk van Deyssel
      - Jan Eduard Frank Arnold Alberdingk Thijm (1895-1978)
        - Karel Joan Lodewijk Alberdingk Thijm (1932-2024), Directeur Marketing en Public Affairs Koninklijke Ahold
          - mr. Robert Alberdingk Thijm (1965), scenarioschrijver
          - mr. Christiaan Alberdingk Thijm (1971), advocaat en romanschrijver

  - prof. dr. Petrus Paulus Maria Alberdingk Thijm (1827-1904), hoogleraar geschiedenis en literatuur aan de Universiteit van Leuven
  - Antoinette Catharine Therèse Alberdingk Thijm (1829-1898); trouwde in 1859 met dr. Petrus Josephus Hubertus Cuypers (1827-1921), architect

Geslachten die opgenomen zijn in het sinds 1910 verschijnende genealogische naslagwerk Nederland's Patriciaat. Lijst volgens opgave van het CBG Centrum voor familiegeschiedenis.
A · B · C · D · E · F · G · H · I · J · K · L · M · N · O · P · Q · R · S · T · U · V · W · Y · Z